# Roșca - Buhaiova
Roșca - Buhaiova este o arie protejată de interes național ce corespunde categoriei a I-a IUCN (rezervație naturală de tip faunistic, floristic), situată în județul Tulcea pe teritoriul administrativ al comunei Chilia Veche.

## Localizare
Aria naturală se află în partea nord-estică a județului Tulcea (în partea nordică a Deltei Dunării), pe teritoriul sud-estic al satului Chilia Veche.

## Descriere
Rezervația naturală cu o suprafață de 9.625 ha. a fost declarată arie protejată prin Legea Nr.5 din 6 martie 2000, publicată în Monitorul Oficial al României, Nr.152 din 12 aprilie 2000 (privind aprobarea Planului de amenajare a teritoriului național - Secțiunea a III-a - zone protejate) și este inclusă în Parcul Național Delta Dunării aflat pe lista patrimoniului mondial al UNESCO, ca rezervație a biosferei.

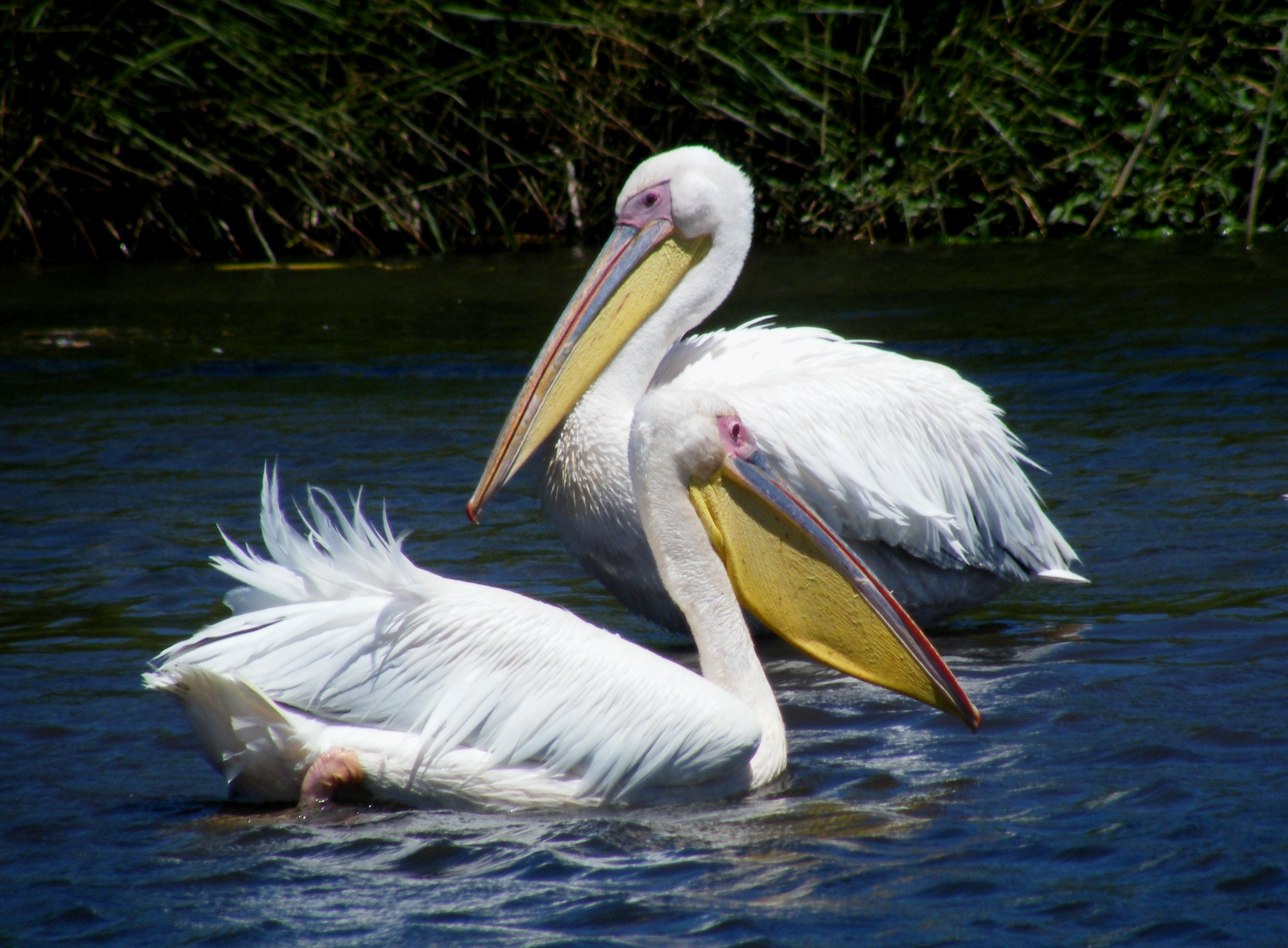
Pelican comun (Pelecansus onocrotalus)

Aria naturală reprezintă o zonă umedă (lacuri, bălți, lunci aluvionare, lunci inumdabile, grinduri, terenuri împădurite) cu rol de protecție pentru o colonie de pelicani din specia Pelecanus onocrotalus (pelican comun). 
Pelicanii viețuiesc alături de alte specii de păsări migratoare rare, printre care: lopătar (Platalea leucorodia), egretă mare (Egretta alba), egretă mică (Egretta garzetta), stârc de noapte (Nycticorax nycticorax), cormoran mic (Phalacrocorax pygmeus) sau cormoran mare (Phalacrocorax carbo).
Mamiferele sunt reprezentate de mistreț (Sus scrofa), vulpe (Vulpes vulpes), nurcă europeană (Mustela lutreola), nevăstuică (Mustela nivalis), vidră de râu (Lutra lutra) sau enot (Nyctereutes procyonoides).
Flora este constituită din specii arboricole (salcie, răchită, plop tremurător) și elemente (stuf, papură) ierboase specifice zonelor umede: nufăr galben (Nuphar lutea), nufăr alb (Nymphaea alba), obligeană (Acorus calamus), ferigă de baltă (Thelypteris palustris) sau piciorul cocoșului (Ranunculus repens).